# 山形県道5号山形南陽線
山形県道5号山形南陽線（やまがたけんどう5ごう やまがたなんようせん）は、山形県山形市から南陽市に至る県道（主要地方道）である。江戸時代の小滝街道にほぼ相当する。

## 概要

### 路線データ
- 起点：山形市上町五丁目1番地1号先（上町交差点＝山形県道17号山形白鷹線）
- 終点：南陽市宮内（宮内交差点＝山形県道3号米沢南陽白鷹線）

## 歴史
- 1971年（昭和46年）6月26日 - 建設省（現・国土交通省）が主要地方道に指定。
- 1993年（平成5年）5月11日 - 建設省から、県道山形南陽線を山形南陽線として主要地方道に再指定される[1]。

## 路線状況

### 名称・愛称
- 旧小滝街道

### 重複区間
- 国道348号（山形県山形市南館 - 山形県南陽市小滝）
- 山形県道51号山形上山線（山形県山形市南館 - 山形県山形市富の中）

### 主な橋梁
- 堀込橋（山形市、犬川）
- 前明石橋（山形市、須川）
- 滝の山橋（山形市、本沢川）
- 小白府橋（上山市、境川）
- 千丁金橋（上山市、本沢川）
- 不動滝橋（南陽市、吉野川）
- 招福橋（南陽市、吉野川）
- 酒町橋（南陽市、吉野川）
- 荻橋（南陽市、吉野川）
- 北の前橋（南陽市、吉野川）
- 原橋（南陽市、吉野川）

### トンネル、峠など
- 小滝峠
- 棚林トンネル
- 境小滝トンネル

## 地理

### 通過する自治体
- 山形市
- 上山市
- 南陽市

### 交差する道路
- 山形県道17号山形白鷹線（山形市、起点）
- 国道348号（山形県山形市）
- 山形県道17号山形白鷹線（山形市、山形西回りバイパス）
- 山形県道51号山形上山線（山形市、山形西回りバイパス）
- 山形県道170号蔵王成沢長谷堂線 （山形市）
- 国道458号（山形市）
- 山形県道104号狸森上山線（上山市）
- 国道348号（山形県南陽市）
- 山形県道238号原中川停車場線（南陽市）
- 山形県道246号赤湯宮内線（南陽市）
- 山形県道3号米沢南陽白鷹線 (南陽市)

### 沿道の施設など
- 長谷堂城址
- 熊野大社
- 宮内駅 (山形鉄道)